# Герб Мурсії
Герб регіону Мурсії описаний у статті №4 Іспанського органічного закону №4 від 9 червня 1982 р. Статут автономії регіону Мурсія та додатково регламентовано Указом №34 від 8 червня 1983 р., що затверджує офіційний дизайн та використання герба регіону Мурсія.

## Щит
Перший офіційний опис герба вказує на елементи прапора і складається так: 
1-й. Прапор регіону Мурсія має прямокутну форму і складається з чотирьох замків із зубцями у верхньому лівому куті, розташованих у два ряди, та семи королівських корон у правому нижньому куті, розташованих у чотири ряди: одна, три, дві та одна; на малиновому або карміново-червоному тлі.
2-й. Герб матиме ті самі символи та розподіл, що і прапор, із символом.
Зважаючи на недостатню точність визначення правильного блазона, указ від 8 червня 1983 року затвердив щит регіону таким чином: 
«Стаття 1: Згідно зі статтею 4.2 Статуту про автономію, область Мурсія має власний герб. Блазон цього герба: Іспанська (кругла) форма щита має червоне поле. У чверті кантона чотири золоті замки розміщені два над двома, утворюючи квадрат. На четвертій чверті сім золотих корон, розміщених у чотири ряди: одна, три, дві та одна. На вершині щита королівська корона, оскільки Мурсія була королівством».
Чотири замки повідомляють про історію регіону як прикордонну зону, що потрапила між Арагонською короною, Кастильською Корону, насридським Гранадським еміратом та Середземним морем: чотири території суші та моря, християни та мусульмани, авантюристи та воїни, всі з яких створили чітку мурсіанську культуру. Чотири замки також можуть натякати на чотири владики, які опанували цю територію після того, як її завоював Альфонсо X з Кастилії. 
Сім корон було надано Королівству Мурсії Кастильською короною. Перші п’ять корон було надано Альфонсо X 14 травня 1281 р., коли він надав стандартну та муніципальну печатку столиці Мурсії. Шоста корона була надана Педро Кастильським 4 травня 1361 року на честь вірності Мурсії, виявленій до справи Петра під час війни двох Педро. Сьома корона була надана Філіппом V Іспанським 16 вересня 1709 року на честь вірності Мурсії, виявленій під час війни за іспанську спадщину. 

## Офіційний дизайн
- Офіційний дизайн зазвичай використовується автономними установами Мурсії, хоча він співіснує зі спрощеним його дизайном (логотипом).
- За словами офіційного опису, офіційний дизайн не розроблений так, щоб відповідати традиційним геральдичним правилам.
- Блазон не вказує, що замки не вказують, що вони відкриті, або вони повинні мати недійсні ворота та вікна, як правило, сині, і їх дизайн повинен включати принаймні два вікна.
- Пропорції фігур щодо розмірів щита помилкові, згідно з блазоном, вони вписані в чверть і основу, тому кожна група фігур повинна дорівнювати дев'ятій частині герба.[4]
- Форма щита прямокутна з опуклими кутами внизу та іспанського стилю, з майже напівкруглим нижнім краєм. Офіційна конструкція має бордюр або не затьмарена.[2]
- Іспанська Королівська Корона не має червоної шапочки - елемента, що зазвичай представлений в іспанській геральдиці.
- Ескіз офіційного логотипу, затвердженого в 2008 році, найкраще відповідає офіційному блазону.[5]

## Колишня губернська рада
Незадовго до створення самоврядування Рада провінції Мурсія офіційно затвердила герб, який використовувався раніше з 12 липня 1976 року (Іспанська монархія була відновлена в листопаді 1975 року). Провінційний герб з'явився в центрі кобальтового синього прапора. Поля герба Мурсії та центральний щит символізували: Караваку-де-ла-Крус, Картахену, Сьєсу, Лорку, Мулу, Тотану, Ла-Унійон, Єклу та місто Мурсію. Щит покривала іспанська королівська корона. Її використання закінчилося прийняттям чинних символів автономної громади 9 серпня 1982 року.